# The Curse of Peladon
The Curse of Peladon (La maldición de Peladon) es el segundo serial de la novena temporada de la serie británica de ciencia ficción Doctor Who, emitido originalmente en cuatro episodios semanales del 29 de enero al 19 de febrero de 1972.

## Argumento
En un antiguo castillo junto a una montaña en el planeta Peladon, el canciller Torbis informa al joven rey Peladon que un delegado de Alfa Centauro de la Federación Galáctica acaba de llegar y presentará sus referencias en poco tiempo. Peladon está al borde de unirse a la Federación Galáctica, y los delegados van a discutir y tomar su decisión final. Sin embargo, el sumo sacerdote Hepesh se opone a que el planeta se una a la Federación, avisando de que la maldición de Aggedor, la bestia real de Peladon, cuyo espíritu adora la gente, traerá la condenación para todos si se abandonan los usos antiguos. Torbis replica que deben seguir adelante con la inscripción. Peladon interumpe los argumentos de sus consejeros y le dice a Torbis que informe a los otros delegados de que el enviado ha llegado. Torbis se marcha, pero es asesinado en el pasillo por una enorme y feroz bestia que se desvanece tan rápido como ha aparecido, y el único testigo de la muerte es Grun, el campeón mudo del rey.
La TARDIS se materializa al borde de un precipicio bajo el castillo. Dentro, Jo se queja con el Doctor de que el vuelo de prueba de la TARDIS se suponía que sólo iba a llevar unos minutos, pero que llevan mucho más tiempo. Cuando el Doctor abre la puerta de la TARDIS, sin embargo, descubre que no han vuelto a la Tierra. Jo acaba de salir de la TARDIS cuando esta se precipita al vacío hasta unas rocas inferiores. El Doctor le asegura a Jo que la TARDIS es indestructible, pero que necesitarán ayuda para recuperarla. Ve el castillo en lo alto y comienzan la escalada...

### Continuidad
- En The Monster of Peladon, el Doctor regresa a Peladon junto con Sarah Jane Smith, 50 años después de los eventos de este serial.

## Producción
| Episodio          | Fecha de emisión      | Duración | Espectadores en millones | Estado en el archivo    |
| ----------------- | --------------------- | -------- | ------------------------ | ----------------------- |
| Episodio 1        | 29 de enero de 1972   | 24:32    | 10,3                     | Conversión de color PAL |
| Episodio 2        | 5 de febrero de 1972  | 24:33    | 11,0                     | Conversión de color PAL |
| Episodio 3        | 12 de febrero de 1972 | 24:21    | 7,8                      | Conversión de color PAL |
| Episodio 4        | 19 de febrero de 1972 | 24:16    | 8,4                      | Conversión de color PAL |
| [ 1 ] [ 2 ] [ 3 ] |                       |          |                          |                         |

La historia se emitió durante la huelga de mineros de 1972 en el Reino Unido, que provocó que en muchas zonas del Reino Unido se produjeran apagones eléctricos programados. Esto puede explicar la caída de espectadores en los dos últimos episodios. Según las notas del DVD The Peladon Tales, esta acción industrial inspiró parcialmente la secuela The Monster of Peladon.
Durante la producción se dieron cuenta de que Alfa Centauri tenía una apariencia fálica. Así que el director Lennie Mayne insistió en añadir una capa amarilla al vestuario intentando camuflar esto.
Entre los títulos temporales de la historia se incluyen The Curse (La maldición) y Curse of the Peladons) (La maldición de los peladones). Las cintas originales en 625 líneas se borraron en torno a 1975. A finales de los setenta se devolvieron copias en NTSC de 525 líneas desde Canadá. La cinta del episodio tres estaba en muy malas condiciones, y se hizo una copia de seguridad directa en 625 líneas en 1982 para la repetición de la historia. Como consecuencia se temió no poder realizar una nueva conversión de reversión de estándares del episodio. Sin embargo, la cinta del episodio tres no se había perdido, e Ian Levine la envió al equipo de restauración, y tras un tratamiento de calor, se usó la cinta para hacer una nueva conversión digital a 625 líneas.